# Fluorure de baryum
Le fluorure de baryum (BaF2 ) est un composé inorganique de formule BaF2. C'est un solide incolore qui se produit dans la nature sous forme de minéral rare, la frankdicksonite. Dans des conditions standard, il adopte la structure fluorite et à haute pression la structure PbCl2. Comme CaF2, il est résilient et insoluble dans l'eau.
Au-dessus d'environ 500 °C, BaF2 est corrodé par l'humidité, mais dans des environnements secs, il peut être utilisé jusqu'à 800 °C. Une exposition prolongée à l'humidité dégrade la transmission dans la plage UV sous vide. Il est moins résistant à l'eau que le fluorure de calcium, mais il est le plus résistant de tous les fluorures optiques aux rayonnements à haute énergie, bien que sa transmittance ultraviolette lointaine soit inférieure à celle des autres fluorures. Il est assez dur, très sensible aux chocs thermiques et se fracture assez facilement.

## Propriétés optiques
Le fluorure de baryum est transparent de l'ultraviolet à l'infrarouge, de 150–200 nm à 11–11,5 µm. Il est utilisé dans les fenêtres pour la spectroscopie infrarouge, en particulier dans le domaine de l'analyse du fioul. Sa transmittance à 200 nm est relativement faible (0,60), mais à 500 nm il va jusqu'à 0,96-0,97 et reste à ce niveau jusqu'à 9 µm, puis il commence à tomber (0,85 pour 10 µm et 0,42 pour 12 µm). L'indice de réfraction est d'environ 1,46 à partir de 700 nm à 5 µm.
Le fluorure de baryum est également un scintillateur courant très rapide (l'un des plus rapides) pour la détection des rayons X, des rayons gamma ou d'autres particules à haute énergie. Une de ses applications est la détection de photons gamma de 511 keV en tomographie par émission de positons. Il répond également aux particules alpha et bêta, mais, contrairement à la plupart des scintillateurs, il n'émet pas de lumière ultraviolette. Il peut également être utilisé pour la détection de neutrons de haute énergie (10–150 MeV), en utilisant des techniques de discrimination de forme d'impulsion pour les séparer des photons gamma se produisant simultanément.
Le fluorure de baryum est utilisé comme agent préopacifiant et dans la production de frittes d'émail et de glaçage. Son autre utilisation est la production d'agents de soudage (un additif à certains flux, un composant de revêtements pour baguettes de soudage et dans les poudres de soudage). Il est également utilisé en métallurgie, comme bain fondu pour le raffinage de l'aluminium.

## Structure en phase gazeuse
En phase vapeur, la molécule de BaF2 est non linéaire avec un angle F-Ba-F d'environ 108°. Sa non-linéarité viole la théorie VSEPR. Les calculs ab initio indiquent que les contributions des orbitales d dans la coquille sous la coquille de valence sont responsables. Une autre proposition est que la polarisation du noyau électronique de l'atome de baryum crée une distribution de charge approximativement tétraédrique qui interagit avec les liaisons Ba-F. 

## Sources citées
- CRC Handbook of Chemistry and Physics, CRC Press, 2016 (ISBN 9781498754293), p. 4.49